# شهرستان یوویو
شهرستان یوویو (به لاتین: Youyu County) یک شهرستان‌های جمهوری خلق چین در چین است که در شوجو واقع شده‌است.